# Дуплево (Плюсский район)
Дуплево — деревня в Плюсском районе Псковской области, входит в состав городского поселения МО «Заплюсье».
Расположена в 2 км от западного побережья озера Песно, в 15 км к юго-западу от райцентра посёлка городского типа Заплюсье, и в 10 км к западу от волостного центра Заполье.

## История
До 2015 года входила в ныне упразднённое сельское поселение «Запольская волость».

## Население
| 2001 | 2002 | 2010 |
| ---- | ---- | ---- |
| 2    | ↘1   | ↗3   |